# 莿桐鄉
莿桐鄉，舊稱「莿桐巷」，位於臺灣雲林縣東北部，全境主要包括莿桐與饒平（樹仔腳）兩大聚落，經濟產業以農業為主，是一座農業鄉鎮，且以種植蒜頭居多，有「蒜頭的故鄉」之美譽。

## 歷史
當地在清朝統治時期墾荒前莿桐繁盛但人煙稀少，墾民來到當地墾荒後建造屋舍居住，由於當地是從莿桐樹密布的小巷逐漸發展成村的。所以莿桐鄉舊稱「莿桐巷」，直到日治時期，配合政府文書作業的簡便稱呼，改稱「莿桐」。
在康熙年間，該地已經有較大程度的開墾。《諸羅縣志》記載了「打马辰陂」這一项水利设施或灌溉渠道，它引水自虎尾溪的支流，用于灌溉孩沙里、莿桐、饶平厝，一直到西螺地区的农田。到了乾隆年間，閩南人真氏、張氏、王氏等氏族開拓了樹子腳、頂麻園、湖子內等地。清光緒13年（1887年）設立雲林縣，本地的莿桐、孩沙里、新莊、番子、甘厝劃歸了西螺堡的管轄，而新庄、湖子內、 頂麻園、後埔、樹子腳、大埔尾、油車等地則劃歸了溪州堡的管轄。
1898年，實施了縣制，該地隸屬於溪州廳的西螺堡中的樹子腳區。日治時期開闢縱貫公路，地方逐漸取得了發展。1920年，該地隸屬於台南州斗六郡莿桐，莿桐庄成為該地正式的地名。1946年，行政區劃改為台南縣莿桐鄉；1950年，行政區劃重新調整，隸屬於雲林縣莿桐鄉。

## 人口
根據雲林縣斗六戶政事務所統計，2024年底莿桐鄉戶數約9.8千戶，人口約2.7萬人。全鄉人口主要集中於西南部，即莿桐、埔子、大美等3村，約佔全鄉四成的人口，鄉內人口最多與最少的村分別是莿桐村與甘厝村，2024年底兩村人口分別為5,042人與956人。鄉治所在地的莿桐村因交通較為方便、地理位置較佳、基礎建設完善，有數間店家的進駐，並有數項住宅建案的建設，南側的大美村則因與斗六市雲林科技工業區距離較近，且有高鐵雲林站斗六聯絡道貫穿，兩村皆較有明顯的人口成長幅度。
該鄉20世紀後期因一貫道發一組前人郝金瀛傳道甚廣，鄉內庄仔（興貴村）有80%吃素人口，據1988年4月19日《民生報》記者黃建興報導〈信仰､健康與素食風氣—信奉一貫道莿桐鄉民吃素者眾〉一文更稱，該鄉「可能是本省素食人口比例最高的地區……擁有『素食鄉』的美譽」:74。

## 政治

### 歷任首長
官派鄉長時期
| 任次 | 姓名   | 任期             |
| ---- | ------ | ---------------- |
| 1    | 林異   | 1946-10～1948-11 |
| 2    | 謝新發 | 1948-12～1951-08 |

民選鄉長時期
| 屆次 | 姓名   | 屆期 |
| ---- | ------ | ---- |
| 1    | 林 柏  |      |
| 2    | 王振恭 |      |
| 3    | 林 柏  |      |
| 4    | 曾溪泉 |      |
| 5    | 曾溪泉 |      |
| 6    | 林坤南 |      |
| 7    | 張勝也 |      |
| 8    | 張勝也 |      |
| 9    | 曾秀田 |      |
| 10   | 曾秀田 |      |
| 11   | 陳振恭 |      |
| 12   | 陳振恭 |      |
| 13   | 張寬仁 |      |
| 14   | 張寬仁 |      |
| 15   | 鍾明馨 |      |
| 16   | 鍾明馨 |      |
| 17   | 廖秋蓉 |      |
| 18   | 林靖焜 |      |
| 19   | 廖秋蓉 | 現任 |

### 鄉政組織
莿桐鄉公所是莿桐鄉最高層級的地方行政機關，在中華民國政府架構中為鄉自治的行政機關，同時負責執行縣政府及中央機關委辦事項，莿桐鄉的自治監督機關為雲林縣政府。鄉長由全體鄉民直接選舉產生，任期為四年，可連選連任一次。莿桐鄉公所並置鄉政會議，為鄉政最高決策機構，在鄉長之下，設有5課4室等9個內部單位及5個附屬機關。
莿桐鄉民代表會是莿桐鄉的最高民意機關，代表莿桐鄉全體鄉民立法和監察鄉政。鄉民代表由公民直選選出，任期為四年，可連選連任。莿桐鄉民代表會共有11位鄉民代表，分別為第一選區4席鄉民代表、第二選區4席鄉民代表、第三選區3席鄉民代表，主席、副主席由11位鄉民代表互選產生。

### 行政區
- 莿桐村：莿桐鄉人口最多之村，亦是行政中心所在地，與大美村、甘厝村、甘西村、埔子村、興桐村相鄰
- 麻園村：俗地名為頂麻園，由榮貫及埤寮兩聚落組成，其中埤寮聚落為客家人聚落。
- 義和村：由番子、三汴頭、犁頭厝、店口庄聚落組成。
- 興桐村：由孩沙里及新莊兩聚落組成。
- 四合村：由后埔、油車口、鐵岐路、苦苓腳、十八戶仔及園子內等數個聚落組成。
- 六合村：由新庄、土地公埒、九支煙焙、三塊厝、下竹圍、道場等六個聚落命名之。
- 興貴村：由紅竹口、庄仔及下麻園三個聚落所組成，其行政區域名稱分別為興北、興中及興南。
- 五華村：原名湖仔內，由前半治、後半治、湖仔內、溪頭、牛埔厝等五個聚落命名之。
- 埔子村：由埔子與榮村兩個聚落組成，其中榮村聚落與甘西村中村聚落同為日據時代之移民村。
- 埔尾村：俗地名為油車，由溪埔仔、頂庄、大庄、西邊竹圍仔、十八戶仔、奇力新仔（榮橋頭）等六個聚落組成。
- 大美村：俗地名為大埔尾，由大美（舊稱大埔尾）、溪美（舊稱溪底仔）、溪底（舊稱溪埔寮），其人口數僅次於莿桐村為本鄉第二大村。
- 饒平村：俗地名為樹仔腳，於濁水溪畔設置一渡口，為日據時代來往彰化雲林的重要道路。近年來風靡全台的彰化媽祖寮溪活動就位於本村所屬的濁水溪河床。
- 甘厝村：因為人口眾多分甘厝、甘西兩村，「甘」是指「椪柑」，不是姓氏。莿桐林家為南台灣望族之一，日治時期開發莿桐全庄、東勢厝名譟一時。
- 甘西村：由甘西及中村兩個聚落組成，其中中村聚落為日據時代移民村，現今還能在中村看到濃烈的日本風格道路規劃及部分日式建築。

## 生活機能

### 交通
莿桐鄉北臨西螺鎮，南臨斗六市、斗南鎮，並且有省道台一線行經，方便往來雲林高鐵站、西螺交流道和虎尾交流道。

### 飲食
- 莿桐夜市：每周五營業，為莿桐鄉規模最大的夜市，位於莿桐國小後方。
- 饒平夜市：每周一營業，位於后埔社區。

## 教育

### 國民中學
- 雲林縣立莿桐國民中學

### 國民小學
- 雲林縣莿桐鄉莿桐國民小學
- 雲林縣莿桐鄉六合國民小學
- 雲林縣莿桐鄉僑和國民小學【新庄】
- 雲林縣莿桐鄉大美國民小學【大埔尾】
- 雲林縣莿桐鄉育仁國民小學【甘厝】
- 雲林縣莿桐鄉饒平國民小學【饒平】

## 宗教文化
- 莿桐教會：位於西安路上，設立於1957年，由西螺教會分設，為莿桐鄉之基督信仰中心。
- 莿桐天瑤宮（主祀天上聖母）
- 鳳儀宮（主祀中壇元帥）
- 鎮華宮（主祀五府千歲）
- 福天宮（主祀天上聖母、徐府千歲）

## 交通

### 公路
- 國道一號（中山高速公路）
  - 西螺交流道（230），位於莿桐鄉西邊鄉界，離莿桐市區約5分鐘車程。
- 台1線：西螺鎮－莿桐鄉－虎尾鎮
  - 台1丁線：莿桐鄉－斗六市
- 縣道145乙線：莿桐鄉－虎尾鎮（虎尾交流道新闢之斗六聯絡道，2013年編入此編號）
- 縣道154號：西螺鎮－莿桐鄉－林內鄉
  - 縣道154乙線：莿桐鄉－斗六市
- 縣道156號：莿桐鄉－西螺鎮
- 雲林生活圈一號道路（規劃中）[11]

### 公車客運
- 統聯客運
  - 201 高鐵雲林站－雲林科技大學
- 員林客運
  - 6880 嘉義－西螺
- 日統客運
  - 7000 斗六－台北
  - 7011 斗六－六輕
- 臺西客運
  - 7123 斗六－惠來厝－北港
  - 7132 西螺－饒平－斗六
  - 7133 西螺－埤源－斗六
  - 7134 西螺－林內

## 景點
- 庭甫堤紀念碑
- 林本古厝
- 樹仔腳河堤公園

## 特產
- 水稻
- 落花生
- 大蒜
- 軟枝楊桃
- 蔬菜
- 莿桐圓仔冰
- 莿桐廟口肉圓(教會對面)

## 外部連結
- 莿桐鄉公所 （页面存档备份，存于）
- 莿桐鄉公所的Facebook專頁